# Cantus

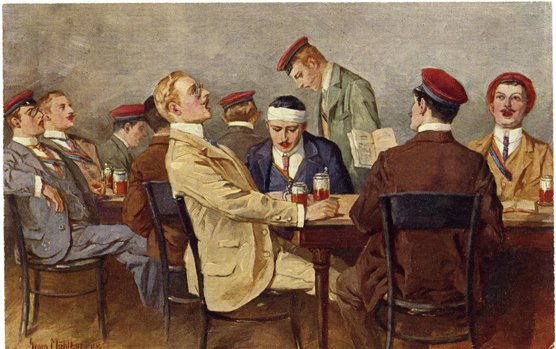
Een cantus op een schilderij uit 1900 van Georg Mühlberg.

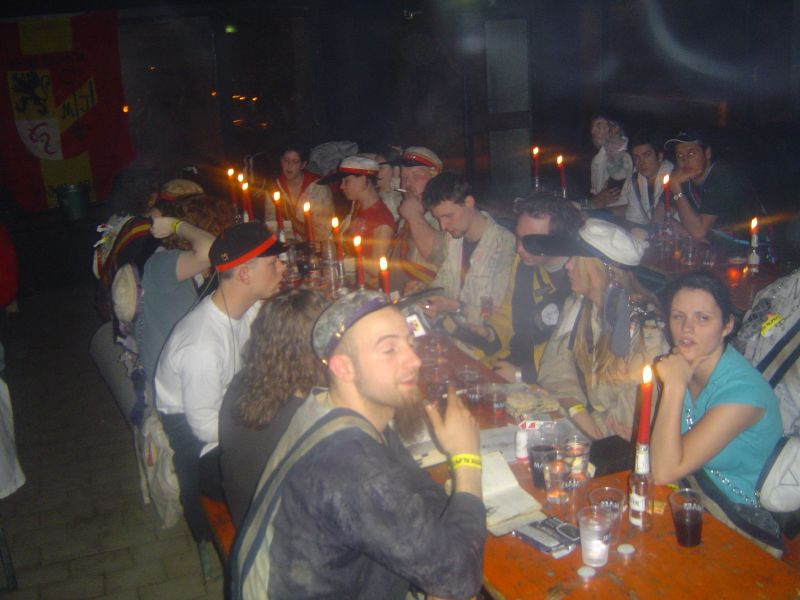
Vijftigurencantus BSK

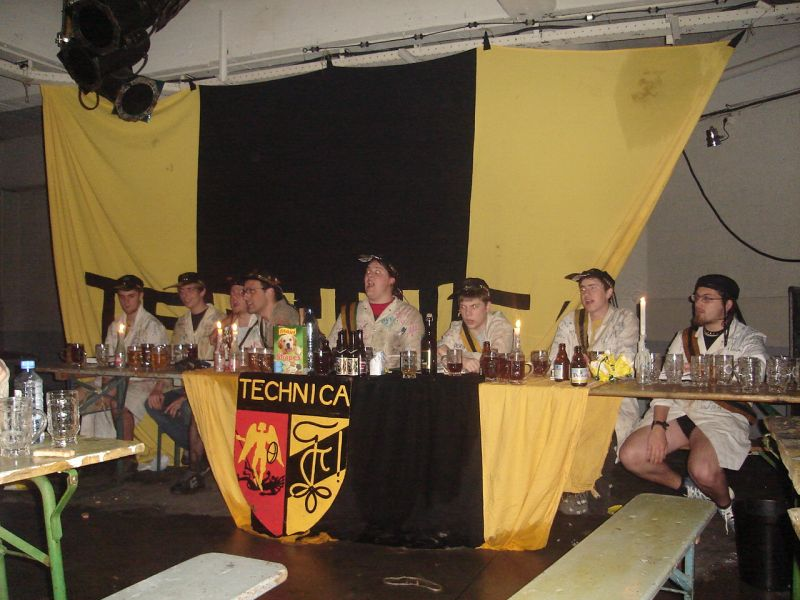
Cantus Technica

Met cantus (Latijn voor zang, meervoud: cantussen of cantūs, participium perfecti passivi van canere/cano wat ‘zingen’ of ‘muziek maken’ betekent. Cantus is dus letterlijk ‘zang’). wordt gedoeld op een studentikoos zang- en drankfestijn, vaak in verenigingsverband. Een cantor is hier een voorzanger. Het hoofddoel van een cantus is verbroedering, kennismaking met medestudenten aan de hand van samenzang, en gezamenlijke alcoholconsumptie met een stiefel (laarsvormig bierglas) aan een cantusbank.

## Vlaanderen
De precieze inhoud van een cantus verschilt erg per vereniging en gelegenheid, maar veel elementen zijn gelijk. Dit is het geval, omdat de regels omtrent cantussen voor een groot deel zijn vastgelegd in de clubcodex van het KVHV.
Bij een cantus zitten de deelnemers meestal aan langwerpige tafels. Deze tafels worden samen de corona genoemd. De cantus wordt voorgezeten door het zogenaamde presidium (in studentenverenigingen vaak geschreven als praesidium), waarvan de leden aan de voortafel zitten. Het presidium bestaat uit een senior (meestal de preses) en soms een (pro)cantor, de quaestor of ab actis. De senior zit de cantus voor en leidt meestal de cantus; hij staat tevens boven de cantusregels. Hij/zij bepaalt, doorgaans in samenspraak met de cantor, ook welke liederen er gezongen worden. Op het moment dat het presidium de cantusruimte betreedt om de cantus te beginnen, wordt meestal het Io Vivat gezongen. De cantus wordt normaliter beëindigd met het zingen van de Oude Rolderklacht, een vertaling van het Duitse studentenlied O, alte Burschenherrlichkeit.
Tijdens een cantus gelden er een hoop regels. Zo moeten deelnemers luisteren naar commando's van de senior. Deze commando's bestaan meestal uit Latijnse woorden, zoals bijvoorbeeld "silentium" voor stilte, "surgite" om de corona te laten staan of "cantus ex" om aan te duiden dat de cantus voorbij is.
In Vlaanderen zingen nog veel studentenverenigingen liederen die met de Nederlandse vrijheidsstrijd en de Tachtigjarige Oorlog te maken hebben (het Belgische deel van de lage landen nam namelijk ook deel aan de Opstand tegen Spanje). Ook het Wilhelmus en Een liedje van Koppestok, den veerman worden op Vlaamse cantus gehoord.

### Ad fundum
Een regelmatig terugkerende gebeurtenis op een cantus is de zogenaamde ad fundum. Dit is het in één teug leegdrinken van een glas. Bij een correcte ad fundum moet er vaak ook nog achtereenvolgens worden geproost op de senior (voorzitter), de proseniores (oud-voorzitters) en de corona (alle overige aanwezigen naast het presidium en de schachten) met de woorden prosit senior, prosit prosenior(es), prosit corona, ad fundum.

### Codex
Er wordt gezongen met behulp van een zogenaamde studentencodex, die bestaat uit een clubcodex en een liederenboek. De liederen gaan over verschillende onderwerpen (van religieuze liederen tot traditionele en drinkliederen). De leden van de corona kunnen naar believen bier drinken, gezeten aan een tafel. Een cantus kan gepaard gaan met heel wat ceremonieel en oog voor traditie. Het is een belangrijke gebeurtenis in heel wat studentenclubs, omdat hier de schachten (eerstejaars) worden opgeleid tot volwaardige leden (commilitones), er afscheid wordt genomen van de laatstejaars (zwanenzang) of het bestuur gekozen of gewisseld wordt. Naast deze speciale cantussen zijn er uiteraard ook gewone cantussen het hele jaar door.

### Salamander
Een van de ceremonies is een Salamander, een heildronk met een geijkte formule op de gezondheid van iemand of iets. De salamander wordt door de preses ingezet met: Ad exercitium, sanctissimi salamandris, omnes commilitones qui adsunt, surgite!. De corona antwoordt met: Surgimus!. De corona gaat staan wanneer de preses levate pocula verkondigt, de corona antwoordt levamus. Hierna begint de preses een ritmische monoloog naar eigen inspiratie, waarbij de corona na iedere zin zijn goedkeuring (of afkeer) laat blijken. De preses kan het woord eventueel doorgeven aan anderen in de corona. Op het einde geeft hij het commando ad fundum of ad libidum te drinken.

### Kiel
Tegenwoordig dragen de meeste commilitones een kiel tijdens de cantus. Dat is een labojas waar iedereen allerhande dingen kan opschrijven en die van verschillende versieringen wordt voorzien. Bij veel studentenverenigingen staat er op de achterkant ook nog het wapenschild of het logo van de studentenverenigingen.

## Voorbeelden
Sedert 1994 vindt jaarlijks een massacantus plaats in Gent. Deze cantus is met muzikale begeleiding en er nemen meer dan tweeduizend personen deel. Ze wordt georganiseerd door drie konventen: het Senioren Konvent, het FaculteitenKonvent en het Home Konvent. Na jaren op het Sint-Pietersplein te hebben plaatsgevonden moest de massacantus ten gevolge van de komst van de Gentse kerstmarkt ‘Winterdroom’ verhuizen naar Flanders Expo. Na de verplaatsing van Winterdroom in 2014 vond de Massacantus weer plaats op het Sint-Pietersplein, maar ditmaal met een nieuwe controverse in verband met het glasverbod. Vanaf 2015 vond de massacantus weer plaats in Flanders Expo. In tegenstelling tot het pilsbier op een gewone cantus, wordt er op de massacantus Rodenbach gedronken. In 2017 had deze cantus een maximaal bezoekersaantal van 2216 personen.
Ook in andere Vlaamse steden wordt een cantus muzikaal ingekleed, zoals in Leuven, waar er elke drie jaar een beiaardcantus plaatsvindt. Dit gebeurt op het mgr. Ladeuzeplein, onder begeleiding van de beiaard in de bibliotheekstoren. Sinds 2011 vindt, na 7 jaar afwezigheid, ook in Gent weer een beiaardcantus plaats: dit gebeurt op het Sint-Baafsplein onder begeleiding van de beiaardier in Belfort van Gent en de preses en cantor van het FaculteitenKonvent Gent. Ook begeleidingen door een pianist, accordeonist of een studentenfanfare zijn hier geen vreemde fenomenen. Op de galacantus van het SK Ghendt is er soms ook muzikale begeleiding. Sinds 2018 vindt er in Brugge een jaarlijkse beiaardcantus plaats aan de voet van het belfort van Brugge. 'De kleinste beiaardcantus, maar wel de gezelligste' van het land wordt begeleid door de Brugse stadsbeiaardier en sinds 2023 door adjunct-stadsbeiaardier Brecht Berteloot.
In Vlaanderen zijn er uiteenlopende tradities en gewoontes te vinden tijdens een cantus. Iedere studentenstad heeft zijn eigen couleur en gebruikt een andere codex.

## Cantussen in Nederland
In Nederland wordt een cantus soms aangeduid als liederentafel. Hoewel ook daar veel mores en tradities zijn, is het gebruik in de Noordelijke Nederlanden met minder plichtplegingen omringd.
Nederland kent enkele grote evenementen: 
- De cantus van de INKOM, de introductieweek van Universiteit van Maastricht en Hogeschool Zuyd telt jaarlijks ruim 6000 deelnemers. Tijdens dit evenement moeten de deelnemers staan, in plaats van het gebruikelijke zitten op cantusbanken. Deze cantus kan daarom gerekend worden als een van de grootste cantussen van Nederland. De cantus vind plaats in de hallen van het MECC Maastricht.
- Een van de grootste jaarlijkse traditionele cantussen vindt plaats in Tilburg tijdens de algemene introductieweek van Tilburg University, Fontys Hogescholen en de Avans Hogeschool. Deze week heet sinds 2012 TOP Week, voorheen TIK Week. De cantus werd voorheen gehouden in een tent op het evenemententerrein het Laar, maar wordt sinds enkele jaren in de Spoorzone in het centrum van Tilburg gehouden. De editie van 2018 telde bijna 5000 deelnemers. De aantallen zijn echter niet officieel geregistreerd.
- Sinds 2015 wordt in Tilburg de Eindejaarscantus georganiseerd ter afsluiting van het academisch studiejaar. De cantus wordt georganiseerd en tevens begeleid door feestband Band with Benefits en is, in tegenstelling tot andere cantus, toegankelijk voor heel studerend Nederland. Het evenement kent 3500 deelnemers en is daarmee de grootste openlucht-cantus van Nederland.
- Sinds 2009 vindt in Tilburg een evenement plaats ter ere van de opening van het Academisch Jaar. Dit wordt, naar Tilburgse traditie, gedaan door middel van een grote cantus genaamd: de Tilburg University Cantus, ofwel 'de TUC'. Hier doen jaarlijks ruim 2500 studenten aan mee maar het evenement groeit nog met het jaar. De studenten worden begeleid door de grootste cantusband van Nederland bestaande uit een combinatie van de SHE'S uit Udenhout en enkele cantuszangers. Studenten kunnen toegang krijgen tot de cantus wanneer zij een maatschappelijke actie gedaan hebben.
- Sinds 2013 vindt jaarlijks in Eindhoven de Stadscantus plaats. Dit wordt georganiseerd door algemene studenten vereniging SSRE. Heel studerend Eindhoven en omstreken komt hier op af. De cantus vond de afgelopen jaren plaats op het Wilhelminaplein, waar plek is voor 500 studenten.
- Sinds 2016 wordt er in Amsterdam tijdens de DIESweek der MFAS, de verjaardagsweek van de Medische faculteitsvereniging AMC, een jaarlijkse biercantus georganiseerd door het Bestuur der MFAS. Deze cantus vindt plaats in de bar van de studievereniging: Ons Aller Epsteinbar!.
- Met ingang van 2014 wordt in Nijmegen tijdens de introductieweek voor studenten ook een cantus op de campus georganiseerd door het Bestuurlijk Overleg Studentenverenigingen. De cantus vindt plaats op het Erasmusplein, midden op de campus van de Radboud Universiteit, naar schatting zijn er 2500 deelnemers.
- Sinds 2011 wordt er in Amsterdam tijdens de DIES-week der MFVU, de verjaardagsweek van de Medische faculteitsvereniging VU medisch centrum, weer een jaarlijkse cantus georganiseerd door het Bestuur der MFVU. Deze cantus vindt midden op de campus van de Vrije Universiteit plaats. Dit was destijds de tweede cantus van de MFVU, georganiseerd door het 61e bestuur van de MFVU.
- Op 8 juni 2016 werd voor het eerst in Nederland een openbare stads-cantus gehouden ter ere van het vijfde lustrum van Moresgenootschap Ius Sanctus. Dit vond plaats in het hart van Enschede, de Oude Markt.
- Op 26 maart 2020 (tijdens de lockdown in Nederland wegens de coronapandemie) organiseerde Moresgenootschap Ius Sanctus als eerste in Nederland een digitale cantus. 120 deelnemers konden vanuit hun thuisisolatie veilig deelnemen en zagen op verschillende schermen het hoog presidium, de zangteksten en andere deelnemers die deel uitmaakten van de cantus.[9] Op diezelfde dag organiseerden studenten van de Vrije Universiteit Brussel de eerste digitale cantus in België.[10][11]

## Wereldrecord
Het record van de grootste cantus van Nederland stond voorheen op naam van TOP Week. In 2018 telde het evenement bijna 5000 mensen, echter worden de aantallen niet officieel geregistreerd.
Het oude record staat op naam van de Leuvense studentenkoepel LOKO, waarbij 4.040 studenten een kaartje hadden gekocht voor de cantus.
Het huidige record staat op naam van Eurekaweek. In 2021 organiseerde Eurekaweek in Ahoy Rotterdam een cantus voor ongeveer 4500 man, maar ging daar overheen in 2023 met 6200 man.
Studenten uit Utrecht probeerden in 2019 het record te verbreken met 'Biercantus XXL'. Met maar liefst 8200 deelnemers moest het veld in het Johan Cruijff ArenA in Amsterdam gevuld worden. Dit evenement werd afgelast wegens te weinig animo.
Het record van een niet-traditionele, ongebruikelijke, cantus staat op naam van INKOM. Hierbij zitten de deelnemers niet op cantusbanken, maar staan ze. In 2019 was het aantal aanwezigen bij de INKOM ruim 6000 man.
Het wereldrecord voor langste cantus staat nog steeds op naam van het Brussels Seniorenkonvent, toen de Brusselse studentenkringen onder leiding van toenmalig vice-praeses en pro-senior van Commin@ (en senior AVSG) Dieter Leemans het vorige record, op naam van het Antwerpse CASTRUM verbraken, met hun 50-urencantus in 2005.